# 이셀린 산토스 오베헤로
이셀린 산토스 오베헤로 마야(스페인어: Iselín Santos Ovejero Maya, 1945년 10월 16일, 멘도사 주 멘도사 ~)는 아르헨티나의 전 축구 선수이다.

## 경력
오베헤로는 벨레스 사르스피엘드에서 현역 생활을 시작하였고, 1968년에 아르헨티나 1부 리그를 우승했다. 이후, 그는 아틀레티코 마드리드에서 1969년부터 1974년까지 활약하면서 1970년과 1973년에 두 차례 스페인 라 리가를 우승했으며, 1972년에는 코파 델 레이 우승도 거두었다. 그는 1967년 남미 축구 선수권 대회에서 아르헨티나 국가대표팀 일원으로 참가하기도 했다.
감독이 된 후, 그는 1990년에서 1991년 사이에 아틀레티코 마드리드를 7경기 동안 지휘했다. 그의 지휘 하에 아틀레티코 마드리드는 1991년에 코파 델 레이를 우승했다.

## 수상

### 선수
아틀레티코 마드리드
- 코파 델 헤네랄리시모: 1971-72
- 라 리가: 1969-70, 1972-73

### 감독
아틀레티코 마드리드
- 코파 델 레이: 1990-91